# Saint-Ganton
Saint-Ganton település Franciaországban, Ille-et-Vilaine megyében. Lakosainak száma 414 fő (2022. január 1.). Saint-Ganton Langon, Guipry-Messac, Pipriac és Saint-Just községekkel határos.

## Népesség
A település népessége az elmúlt években az alábbi módon változott:
| Lakosok száma | 490  | 405  | 381  | 408  | 410  | 418  | 424  | 429  | 424  | 414  |
|               | 1968 | 1982 | 1990 | 2006 | 2013 | 2015 | 2017 | 2019 | 2020 | 2022 |